# Coatí de muntanya
El coatí de muntanya (Nasuella olivacea) és un petit mamífer carnívor de la família dels prociònids. Viu a altituds d'entre 1.300 i 4.260 msnm a Colòmbia, l'Equador i Veneçuela.